# Forteresse de Kurvin
Forteresse de Koprijan
La forteresse de Kurvin (en serbe cyrillique : Курвинград ; en serbe latin : Kurvingrad) se trouve à Malošište, dans la municipalité de Doljevac et dans le district de Nišava, en Serbie. Elle est inscrite sur la liste des monuments culturels de grande importance de la République de Serbie (identifiant no SK 205),,,.

## Présentation

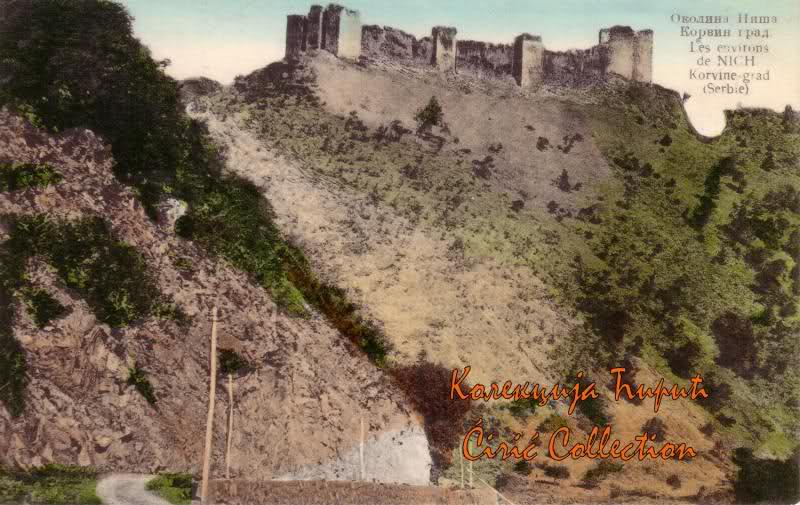
Vue ancienne de la forteresse.

La forteresse de Koprijan, également connue sous le nom de Kurvingrad, est située 11 km au sud de Niš, sur les pentes du mont Seličevica et au-dessus de la Morava méridionale,.
Elle a été construite à l'époque du prince Lazar (1329-1389), sur les fondations d'une forteresse romaine et byzantine,. D'après une inscription trouvée sur une pierre rapportée de Kurvin par les Ottomans comme matériau de construction pour la forteresse de Niš, on sait qu'elle a été construite par Nenad, le fils du chambellan Bogdan en 1372,. Après la mort du sultan Bayezid Ier (Bajazet Ier), quatre de ses fils sont entrés en lutte pour lui succéder sur le trône ottoman ; cette période est connue sous le nom d'« interrègne ottoman » ; l'un d'entre eux, Musa Çelebi, s'est emparé de Kurvin en 1413 mais, après la défaite et la mort de Musa (1413), son frère, le sultan Mehmed Ier Çelebi, a rendu la place forte au despote serbe Stefan Lazarević,.
La forteresse forme un quadrilatère de 80 × 50 m,. Elle était entourée par un rempart massif atteignant 10 m de haut, doté de cinq tours et d'un donjon situé près de la porte principale, dans l'angle nord-est de la place ; l'ensemble était entouré de douves,.
À l'intérieur se trouvait une grande citerne dont les vestiges sont toujours visibles,. Lors des fouilles archéologiques effectuées sur le site en 1933, les fondations d'une église de style moravien ont été mises au jour en contrebas de la citadelle ; le sol du narthex était pavé de mosaïque brute et, dans d'autres parties, il était constitué de carreaux de marbre blanc et de pierre verte mesurant 20 × 20 cm,.